# Molophilus sublancifer
Molophilus sublancifer är en tvåvingeart som beskrevs av Alexander 1973. Molophilus sublancifer ingår i släktet Molophilus och familjen småharkrankar. Inga underarter finns listade i Catalogue of Life.